# Horst Piepenburg
Horst Piepenburg (* 9. März 1954 in Rees am Niederrhein) ist ein deutscher Jurist. Er arbeitet als Rechtsanwalt und Insolvenzverwalter in Düsseldorf.

## Leben
Horst Piepenburg studierte von 1974 bis 1978 Rechtswissenschaften an der Westfälischen Wilhelms-Universität in Münster. Er leitete von 1974 bis 1982 den FDP-Ortsverband in Rees. Sein Referendariat leistete er in Düsseldorf ab, bevor er 1982 in die Kanzlei von Dieter Zirpins eintrat.
Im Jahr 2001 gründete er die Rechtsanwaltskanzlei Piepenburg - Gerling. Von 1982 bis 2023 wickelte Horst Piepenburg über 2000 Konkurs-, Gesamtvollstreckungs- und Insolvenzverfahren ab. Er war unter anderem an folgenden Sanierungsverfahren beteiligt:
- Küppersbusch AG, Küchengerätehersteller, Gelsenkirchen
- DAF Deutschland (Automobile)
- HDO Trickfilmstudio, Oberhausen
- Ruhrorter Schiffswerft, Duisburg
- IhrPlatz, Osnabrück
- SinnLeffers, Hagen
- Spezialbau GmbH Potsdam
- Pfleiderer (Unternehmen), Neumarkt i. d. Oberpfalz
- Telba AG, Düsseldorf
- IVG Immobilien AG, Bonn
- Peek & Cloppenburg (Düsseldorf)

Piepenburg wurde am 9. Juli 2002 vom Aufsichtsrat der insolventen Babcock Borsig zum neuen Vorstandsvorsitzenden berufen. Er konnte den Anlagenbauer mit 22.000 Beschäftigten in einem Insolvenzverfahren in Eigenverwaltung sanieren.
Nachdem die Axel Springer AG am 14. Dezember 2007 ihren Ausstieg aus dem Briefdienstleister PIN Group AG erklärte, wurde Horst Piepenburg am 19. Dezember 2007 zum neuen Vorstandsvorsitzenden und Sanierer berufen.
Als am 9. Juni 2009 das Großunternehmen Arcandor AG Insolvenzantrag stellte, ernannte der Vorstand Piepenburg zum Generalbevollmächtigten. In dieser Funktion sollte er zusammen mit dem vorläufigen Insolvenzverwalter, dem Kölner Rechtsanwalt Klaus Hubert Görg, eine Sanierung der Arcandor AG durchführen. Allerdings legte Piepenburg sein Mandat bereits am 16. Juli 2009 nieder. Als Grund gab er an, vom Großaktionär der Arcandor AG, der Sal. Oppenheim Bank, im Stich gelassen worden zu sein. Dennoch wolle er den Restrukturierungsprozess der Arcandor AG weiterhin als Berater unterstützen.
Nach Reformierung der Insolvenzordnung im Jahr 2012 wurde Horst Piepenburg gerichtlich bestellter Sachwalter der Pfleiderer AG. Diese Position bekleidete er auch in der Insolvenz der IVG Immobilien AG. Am 12. Mai 2017 hat ihn das Amtsgericht Bonn zum vorläufigen Insolvenzverwalter der Solarworld AG bestellt. 2023 übernahm er die Funktion als Sachwalter für Peek & Cloppenburg (Düsseldorf).
Piepenburg ist Mitglied im International Insolvency Institute - III. Er ist Ehrenmitglied der Arbeitsgemeinschaft Insolvenzrecht und Sanierung im Deutschen Anwaltverein (DAV).
Auf dem 21. Deutschen Insolvenzrechtstag hat die Präsidentin des Deutschen Anwaltsvereins , Edith Kindermann, Horst Piepenburg das Ehrenzeichen der Deutschen Anwaltschaft verliehen. 
Piepenburg ist verheiratet und hat drei Kinder.